# Jeux du Canada d'été de 2001
Les Jeux du Canada d'été de 2001 sont des compétitions sportives qui ont opposé les provinces et les territoires du Canada au cours de l'été 2001.
Les Jeux du Canada sont présentés tous les deux ans, en alternance l'hiver et l'été. En 2001, les jeux ont eu lieu à London au Ontario du 10 août au 25 août 2001.

## Tableau des médailles
| Province                  | Or | Argent | Bronze | Total |
| ------------------------- | -- | ------ | ------ | ----- |
| Alberta                   | 23 | 20     | 25     | 68    |
| Colombie-Britannique      | 35 | 37     | 37     | 109   |
| Manitoba                  | 11 | 9      | 11     | 31    |
| Île du Prince-Édouard     | 0  | 0      | 0      | 0     |
| Nouveau-Brunswick         | 4  | 2      | 7      | 13    |
| Nouvelle-Écosse           | 23 | 13     | 11     | 47    |
| Nunavut                   | 0  | 0      | 0      | 0     |
| Ontario                   | 58 | 51     | 44     | 153   |
| Québec                    | 24 | 33     | 33     | 90    |
| Terre-Neuve-et-Labrador   | 1  | 4      | 2      | 7     |
| Territoires du Nord-Ouest | 0  | 0      | 0      | 0     |
| Saskatchewan              | 12 | 20     | 20     | 52    |
| Yukon                     | 0  | 0      | 0      | 0     |